# Bloque
Bloque va ser un grup musical de rock urbà, rock progressiu i rock simfònic nascut a Torrelavega, Cantàbria (Espanya), l'any 1973.

## Història
Bloque es va formar a Torrelavega i Santander (Cantàbria) l'any 1973, quan Luis Pastor, Juan José Respuela, Sixto Ruiz i Paco Baños, inspirant-se en grups com The Allman Brothers Band, Yes o King Crimson, van decidir donar curs a la seva imaginació musical i crear aquesta banda. Amb l'arribada del teclista Juan Carlos Gutiérrez van trobar el so que els caracteritzaria, enèrgic i envolupant, en el qual destaquen els solos a dues guitarres de Respuela i Ruiz, a la manera de The Allman Brothers Band.
Els seus primers concerts importants van tenir lloc en els festivals de León i Burgos, així com a Catalunya, en el Nadal Rock. Més tard van actuar en el famós local de rock M&M, a Madrid, i al programa de televisió de TVE Veus a 45.
Arran d'aquesta sèrie d'esdeveniments, Chapa Discos, un segell pertanyent a la discogràfica Zafiro, els contracta i editen el seu primer LP el 1978, titulat com el grup i produït per Vicente Romero i Luis Soler. Del disc, gravat en només cinc dies, s'extreuen dos singles, "La Libre Creación/Nostalgia" i "Undécimo Poder/Abelardo y Eloísa".
A l'any següent, 1979, editen Hombre, Tierra y Alma que van produir ells mateixos.
En 1980 treuen El hijo del alba, gravat amb molta més qualitat, però que no va tenir l'èxit esperat, degut sobretot, al canvi en els gustos musicals que s'estava vivint amb l'aparició de la Movida madrileña. S'extreuen d'ell dos singles, "El hijo del alba/La razón natural" i "Quimérica laxitud/Danza del Agua" (fragment).
Finalment, van editar un últim disc, al que van titular Música para la libertad (1981). D'ell es van publicar dos senzills, "Detenidos en la materia/Mágico y salvaje" i "Sólo sentimiento/Detenidos en la materia".
La banda es dissol l'any 1983.
L'any 1993 dos dels membres originals, Juan José Respuela i Juan Carlos Gutiérrez, aconsegueixen unir a la banda i fer una sèrie de concerts, acompanyats per diversos col·laboradors.
El 1999 s'edita el disc En directo, un enregistrament realitzat en 1994 en la sala Revólver de Madrid, amb la participació d'Iván Velasco (guitarres), Luis Escalada (bateria), Pepe Masides (baix) i Marcos Gómez (teclats).
En l'any 2008, reapareixen en el "Festival del Lago" en la localitat gaditana de Bornos al costat d'Iman Califato Independente y Gwendal aconseguint un èxit rotund davant un públic entregat que abarrotava el pati del Convento Corpus Christi. Després d'aquesta actuació es reuneixen per celebrar un concert extraordinari a la plaça porticada de Santander al costat de grups com Danza Invisible, Soil & Pimp Sessions i Achtung Babies.

## Membres
- Luis Pastor - Baix.
- Juan José Respuela - Guitarra acústica i elèctrica, veu.
- Sixto Ruiz - Guitarra acústica i elèctrica, veu.
- Paco Baños - Bateria.
- Juan Carlos Gutiérrez - Veu i teclats.

## Discografia

### Àlbums
- Bloque - (1978)
- Hombre, tierra y alma - (1979)
- El hijo del alba - (1980)
- Música para la libertad - (1981)
- En directo - (1999)